# World's Finest Team
Il World's Finest Team fu una squadra immaginaria di super eroi DC Comics che comparvero nella serie-formato Dollar Comics in World's Finest Comics n. 250 (maggio 1977), e fu creata da Gerry Conway, con illustrazioni di Jim Aparo e George Tuska. La squadra consistette delle versioni Silver Age di Superman, Batman, Freccia Verde e Black Canary, insieme alla nuova e originale Wonder Woman di Terra-Due.
Precedente agli eventi di Crisi infinita, Matt Wagner reinventò le origini del primo incontro tra Batman, Superman e Wonder Woman nella serie limitata del 2003 Trinity. Combinati, questi tre eroi sono la "trinità" del World's Finest Team (anche detto World's Finest Trinity). La storia prende luogo prima della formazione della Justice League.

## Formato Dollar Comics
Nel 1978, World's Finest Comics fu tra i pochi fumetti ad essere distribuiti come "Dollar Comic". Jenette Kahn, il presidente ed editore della DC Comics all'epoca, scrisse in una colonna di lettere che nella Golden Age dei fumetti c'erano fumetti da 64 pagine venduti per 10 centesimi. Nel corso del tempo, le pagine dei fumetti furono ridotte a 32 per lo stesso prezzo. Alla fine, il fumetto da 32 pagine cominciò a far crescere il prezzo da 10 centisimi a 12, poi a 15, fino a 20, 25 e infine a 30. Come previsto, Kahn disse che il prezzo sarebbe ancora salito a causa dell'inflazione e al costo della vita. La decisione di introdurre 80 pagine di storie ad un dollaro fu per rivivere quei giorni gloriosi, e presentarono più storie e illustrazioni nuove, combinando quattro fumetti al prezzo di tre. Questo fu semplificato avendo la serie World's Finest Comics con protagonisti i personaggi DC nella squadra Finest Team.

## Storia di pubblicazione
Cominciando dal n. 244, World's Finest Comics introdusse una fascetta pubblicitaria di una pagina: "Per selezionarne alcuni, la parola super eroe è correttamente applicata, pochi fantastici individui hanno ottenuto fama mondiale come eroi al di là di ogni immaginazione, persone come Superman, Batman, Wonder Woman, Freccia Verde e Black Canary, separatamente, sono tra i migliori, ma qui, insieme, sono i Migliori del Mondo".
In World's Finest Comics n. 250, il World's Finest Team fu unito ufficialmente: "Per la prima volta nella storia, Superman, Batman, Freccia Verde e Black Canary uniscono le forze con la nuova, originale Wonder Woman nell'epico cataclisma che può avvenire solo qui, nelle pagine super-tempestate del 250° numero di World's Finest Comics. Unitevi a questi potenti campioni della giustizia mentre usano i loro poteri contro l'astuto Agente Axis e Ravager, il Devastatore del Tempo, in una disperata missione per salvare la realtà".
Ci fu una galleria rotante di eroi che si aggiunsero ai World's Finest, ma mai ufficialmente come membri della squadra. Questi eroi inclusero il Vigilante (dal n. 244 al n. 248), Creeper (dal n. 249 al n. 252) e Wonder Woman di Terra-Uno (nei n. 251 e 252). L'ultimo numero ufficiale di Dollar Comics di World's Finest Comics da 80 pagine fu il n. 252, dopo di cui il numero delle pagine scesero da 80 a 64, come previde Kahn. Il nuovo formato non aveva pubblicità e Wonder Woman fu spostata in Adventure Comics (a partire dal n. 459) per aiutare a lanciare questa nuova serie in formato Dollar Comics simile a World's Finest Comics. L'intera serie con il World's Finest Team fu dal n. 244 al n. 252 di World's Finest Comics.
Specifiche voci delle versioni correnti di questi eroi si possono trovare nei loro fumetti individuali. Da notare, la versione di Wonder Woman di Terra-Due non è lo stesso personaggio della Wonder Woman di Terra-Due dei World's Finest. Questa versione di Wonder Woman è un ibrido della Wonder Woman della Golden Age e di quella della serie degli anni tra il 1975 e il 1979. I personaggi che comparvero in queste storie di Wonder Woman, come il Generale Blankenship, Suzy e lo Steve Trevor con i capelli scuri, si basano sulle loro versioni televisive.

## Sinossi
Dopo aver completato una missione spaziale d'emergenza, Superman e Batman fecero ritorno sulla Terra ed incontrarono Ravager, il Devastatore del Tempo, che manipolò il tempo portando la Seconda Guerra Mondiale nel presente. Scoprendo che la Justice League non esisteva più, Superman e Batman cercarono le identità civili di ogni eroe nel tentativo di trovare delle risposte. Batman scoprì in questo periodo riveduto, che gli eroi non ebbero mai i loro poteri e le loro abilità.
Superman e Batman cercarono disperatamente ovunque, alla fine arrivando all'Isola Paradiso dove incontrarono la Principessa Diana, che non diventò mai Wonder Woman. Gli eroi spiegarono la situazione, e Diana gli credette: spiegò loro che come immortali, le Amazzoni capivano il flusso del tempo in modi inesplicabili all'uomo, e li scortò da sua madre, la Regina Ippolita.
Ippolita utilizzò la sua sfera magica di Atena per spiegare visivamente che il tempo era stato spezzato a causa della comparsa di Ravager, un essere che poteva trasportarsi avanti e indietro nel tempo come un pendolo, fondere il passato e il presente, e infine causare il cessare dell'esistenza. Ippolita spiegò che gli eroi dovevano tornare indietro nel tempo, al 13 agosto 1942, per prevenire la minaccia causata da quattro persone: Ravager, l'uomo che disfece il tempo; Wonder Woman, un'Amazzone che è (non ancora) sua figlia, Diana; e la vera croce del disastro, Freccia Verde e Black Canary. Anche se Superman e Batman riuscirono a ricordare la maggior parte dei membri della Justice League, Wonder Woman inclusa, non ricordavano Freccia Verde né Black Canary. Superman utilizzò quindi le sue abilità di viaggio nel tempo per teletrasportare sé stesso e Batman.
Prima che tutto questo avvenisse, Black Canary confessò i suoi sentimenti a Freccia Verde così da poter piangere dopo la morte di suo marito, Larry. Spiegò che desiderava ritornare su Terra-Due, il suo luogo di nascita, per sistemarsi, tra i suoi amici e i luoghi di cui aveva nostalgia. Freccia Verde supportò la sua decisione e insieme si diressero verso il quartier generale della Justice League per usare la Macchina Transmateriale, il dispositivo utilizzato per viaggiare da Terra-Uno a Terra-Due. Hawkman, che era di guardia ai monitor, spiegò che il dispositivo era instabile a causa di una battaglia con il Professor Phineas Potter e necessitava di essere riparata. Freccia Verde ignorò gli avvertimenti e utilizzò la macchina per trasportare sé stesso e Black Canary su Terra-Due. La macchina ebbe un malfunzionamento, causando la perdita dei poteri a tutti gli eroi nei paraggi, come se non fossero mai esistiti, facendoli tornare tutti alle loro vite civili. Solo quattro eroi evasero questo destino: Freccia Verde, Black Canary, e Superman e Batman che si trovavano nello spazio aperto in quel momento.
Freccia Verde e Blak Canary notarono che il viaggio verso Terra-Due durava più del normale. Su Terra-Due, nel 1942, Wonder Woman, volando sul suo jet invisibile, volò improvvisamente in una rottura nel cielo, causando una collisione con Freccia Verde e Black Canary, in cui i tre furono spinti nel vuoto ed emersero su Terra-Uno durante la Seconda Guerra Mondiale, il 13 agosto 1942. Analizzando la situazione, gli eroi si domandarono come ritornare ai propri luoghi e alle proprie epoche, ma furono interrotti da ufficiali armati.

### Nascita di Ravager
I Nazisti stavano inseguendo il Professor Mark Ronsom, che inventò un trasponder cronale, per utilizzarlo per attaccare i tedeschi e i giapponesi nel passato così da prevenire la Seconda Guerra Mondiale. Un agente nazista, l'Agente Axis, riuscì a sparare al Professor Ronsom. Morendo, egli chiese a Wonder Woman di usare il dispositivo sul suo corpo e di metterlo in stasi temporale così da salvargli la vita. Lei lo fece, ma invece il Professore divenne Ravager, attaccò l'armata e bruciò il Lincoln Memorial li vicino. Wonder Woman prese Ravaer al lazo, ma questi scomparve.
Comparvero atti di Ravager e causarono distruzione su tutto il paese tanto da finire sui notiziari. Superman e Batman arrivarono dal futuro e offrirono il proprio aiuto. Batman spiegò che Ravager stava danneggiando il tempo portando con sé un pezzo di ogni era che visitò, come un pendolo dal 1942 nel 1978. L'impresa sembrò senza speranza quando la Biblioteca del Congresso fu attaccata, ma il World's Finest Team lo intercettò. Superman utilizzò la sua forza per sottomettere Ravager, ma appena lo toccò, questi si tramutò in un vecchio, indebolito per pochi minuti. Wonder Woman, che era immune all'andare del tempo, scoprì che la sua forza non causava nessun dolore alla creatura. Freccia Verde rilasciò una freccia esplosiva, che non ebbe effetto. l'Agente Axis emerse da dietro le quinte e, utilizzando un'imbracatura che neutralizzava l'elettromagnetismo, sconfisse Ravager, ma scomparvero entrambi.
Il World's Finest Team viaggiò fino al quartier generale nazista in Baviera per incontrare l'Agente Axis. Durante la battaglia, l'Agente Axis cercò di distruggere il trasponder cronale temendo che potesse essere utilizzato contro le forze naziste. Durante il corso dell'azione, il tempo si fermò e il piccolo gruppo di persone, incluso il World's Finest Team, furono al centro dell'esplosione temporale. Superman identificò che la cintura necessitava di essere attivata a due pollici dal corpo di Ravager per far ripartire il tempo. Freccia Verde mise il timer a 10 secondi e tutto ciò accadde. La realtà fu ricostituita e gli eroi ritornarono ai propri luoghi e periodi, senza alcun ricordo dell'accaduto. Solo la Regina Ippolita, Freccia Verde e Black Canary mantennero questi ricordi a proposito della Guerra.

## Lista di personaggi che compaiono nella storia

### Eroi
- Superman (Kal-El, Clark Kent)
- Batman (Bruce Wayne)
- Wonder Woman (Principessa Diana, Diana Prince)
- Green Arrow (Oliver Queen)
- Black Canary (Dinah Lance)

### Guest stars
- Vigilante (Greg Saunders)
- Creeper (Jack Ryder)
- Wonder Woman (Terra-Uno)
- Hawkman (Katar Hol)
- Hawkgirl (Shayera Hol)
- Martian Manhunter (J'onn J'onzz)
- Generale Blankenship
- Steve Trevor
- Suzy
- Yeoman Smith
- Justice League
- Flash (Barry Allen)
- Aquaman (Arthur Curry)
- Ram Drood
- Stuff
- Stuff, Jr.
- Atomo (Ray Palmer)
- Mademoiselle Marie
- Sgt. Rock
- Straniero Fantasma
- Krell
- Alfred Pennyworth
- Superman di Terra-Due
- Speedy
- Steve Howard
- Supergirl (Kara Danvers)

### Criminali
- Rainbow Archer
- Mad Bombardier
- Ludwig von Schmeer
- Baltaz
- Man-Bear
- Falcon
- Iron Claw
- Kor-El
- Wulf
- Dummy
- Barone Blitzkrieg
- Parassita
- I Lurkers
- Hellgrammite
- Dottor Psycho
- Monster Abe Keeler
- Ravager (Professor Ronsom)
- Professor Potter
- Agent Axis
- Mr. Devlin
- Conte Vertigo
- Boss Dyke
- Disrupter
- Poison Ivy
- Whisperer
- Stinger